# Alles stroomt
Alles stroomt is een film van uit 2009 van Danyael Sugawara met in de hoofdrollen Wieger Windhorst en Anneke Blok. De internationale titel is Upstream
De film is gebaseerd op een origineel scenario van Marieke van der Pol. De filmkritiek was over het algemeen positief over de film en op het Nederlands Filmfestival kreeg Alles Stroomt de publieksprijs. De film werd uitgebracht in zeven bioscopen, maar was daar geen groot succes. 

## Verhaal
Damiaan (Wieger Windhorst) woont bij zijn moeder Aleid (Anneke Blok), zijn vader is overleden. Aleid ontmoet binnenschipper Roel (Ronald Top), en vaart een paar dagen met hem mee. Intussen vindt Damiaan een kamer in een kraakpand, en verhuist nog voor Aleid terug is. Op aandringen van Roel gaat Aleid al snel bij hem op het schip wonen. In overleg met Damiaan wordt het huis ontruimd. Aleid kan weinig meenemen en Damiaan hoeft verder geen spullen, daarom gaat veel in de opslag. Aleid dringt er bij Damiaan op aan dat hij een tas met zijn oude kindertekeningen bewaart, maar die hoeft hij ook niet.
Aleid voelt zich ongemakkelijk als Roels kinderen er zijn. Ze zijn soms lastig terwijl Roel daar niets van zegt, en Aleid heeft geen zin en is ook niet in de positie ze op te gaan voeden. Ze verlangt ook naar contact met Damiaan.
Deze neemt echter erg afstand van Aleid, hij komt nauwelijks bij haar op bezoek op het schip en is niet geïnteresseerd om Roel beter te leren kennen, en komt ook niet op haar verjaardag, wat hij wel had beloofd. Hij wil ook liever niet dat Aleid bij hem op zijn kamer komt, ook omdat ze dan wat van de rommel zou kunnen gaan zeggen. Om de banden toch weer aan te halen, zonder anderen erbij, gaan ze op zijn kosten een weekend naar Antwerpen. Roel belt Aleid daar echter een paar keer, wat Damiaan erg storend vindt, maar Aleid weigert haar mobiele telefoon uit te zetten. Damiaan wordt zo boos dat hij het contact verbreekt; hij gaat alleen terug naar het hotel en gaat de volgende dag in de trein apart zitten. Als Aleid later hem probeert te ontmoeten door koffie te gaan drinken in het cafetaria waar hij dan werkt, wil hij haar niet eens bedienen.
Zonder overleg met Aleid plant Roel een vakantie van vier weken op Tenerife met zijn twee kinderen, zoals hij elk jaar doet, en hij verwacht automatisch dat Aleid meegaat. Ze is verontwaardigd, maar als compromis spreken ze af dat ze eerst twee weken door Spanje gaat reizen en daarna twee weken bij Roel en zijn kinderen komt. In Spanje krijgt ze echter van Roel een telefoontje dat ze niet meer hoeft te komen, zijn ex is er, en hij is het opnieuw met haar aan het proberen. Aleid is erg ontdaan, maar Damiaan, die dit via zijn tante hoort, komt naar Spanje om haar te troosten en op te halen.
Damiaan is verliefd op huisgenote Desie (Lidewij Mahler) maar was teleurgesteld dat ze een half jaar naar Mexico ging. Bij terugkomst vertelt ze enthousiast over de leuke jongen Jorge waar ze daar mee omging, en die ook naar Nederland komt. Damiaan is opgelucht als Desie vervolgens vertelt dat hij homo is.

## Rolverdeling
- Anneke Blok - Aleid
- Wieger Windhorst - Damiaan
- Ronald Top - Roel
- Lidewij Mahler - Desie
- Marnie Blok - Mea
- Manuel Broekman - Simon
- Evert van der Meulen - Rob

## Achtergrond
Alles stroomt, is een uitdrukking van de Griekse filosoof Herakleitos. Voluit zei hij: “Panta rhei, ouden menei”, betekent: “Alles stroomt en niets is blijvend". Volgens Herakleitos' filosofie is alles constant aan verandering onderhevig. In de film komt dat terug in de eindeloosheid en schijnbare tijdeloosheid van de Hollandse rivieren waarop moeder Aleid met haar binnenschipper wegvaart van haar zoon Damiaan. Rivier, scheepvaart, havens, kraakpanden: alle locaties zijn symbolisch in dit verhaal.  Alles stroomt is het speelfilmdebuut van Danyael Sugawara, die eerder opviel met bekroonde korte films als The Quiet One en Blondje. Het idee voor Alles stroomt ontstond toen Danyael Sugawara en Marieke van der Pol in De Balie in Amsterdam hadden afgesproken om te gaan brainstormen over ideeën voor een filmverhaal. Ze wilden iets doen met thema's die zowel Sugawara als Van der Pol bezig hielden, zoals, de moeder-zoondynamiek, met name geconcentreerd op het 'lege-nestsyndroom' (gezien vanuit de moeder) en het 'zelfstandig worden' (gezien vanuit de zoon). Het moest een persoonlijke film worden waarbij Sugawara terugdacht aan de tijd dat hijzelf zijn ouderlijk huis ontvluchtte omdat hij niet met de vriend van zijn moeder op kon schieten. Zijn moeder verloor toen haar zoon. Het niet kunnen uitspreken van wat je dwarszit uit trots, is een van de thema's uit de film.

## Prijzen
- Tijdens het Nederlands Filmfestival 2009 kreeg Alles stroomt de Publieksprijs.
- Op het Filmfestival van Brussel 2010 kreeg Danyael Sugawara de Debuutprijs